# Les vêpres siciliennes
Les vêpres siciliennes (italienisch I vespri siciliani, deutscher Titel: Die sizilianische Vesper) ist eine Oper in fünf Akten aus der mittleren Schaffensperiode von Giuseppe Verdi. Sie thematisiert den sizilianischen Aufstand aus dem Jahre 1282. Die Oper auf ein Libretto von Eugène Scribe und Charles Duveyrier wurde am 13. Juni 1855 in französischer Sprache am Théâtre Impérial de L’Opéra im Rahmen der Pariser Weltausstellung uraufgeführt.

## Handlung

### Historischer Hintergrund und Vorgeschichte
Nachdem Karl von Anjou das Königreich Sizilien von Papst Clemens IV. zum Lehen erhalten hatte, versuchte Konradin, der letzte Staufer, Sizilien auf kriegerischem Wege zurückzugewinnen. 1268 unterlag er mitsamt seinen Parteigängern, darunter Friedrich von Österreich-Baden, in der Schlacht bei Tagliacozzo. Karl von Anjou ließ beide noch im selben Jahr hinrichten. Dadurch blieb Neapel-Sizilien zunächst unter französischer Herrschaft.
Die Oper behandelt den historischen Aufstand gegen die Herrschaft Karls von Anjou, der am Ostermontag, dem 30. März 1282, abends zur Vesperzeit in Palermo begann und rasch auf die ganze Insel übergriff. Einer der Anführer war Giovanni da Procida. Nach der Vertreibung Karls fiel Sizilien an das Haus Aragón.
In der Oper wird eine nur teilweise den historischen Tatsachen entsprechende Vorgeschichte erzählt, die mit dem Vesperaufstand endet. So hätten die Franzosen – gemäß dem Libretto – Sizilien unter Guy de Montfort erobert, Friedrich von Österreich ermordet und ein Schreckensregime errichtet. Hélène (Elena), die Schwester des ermordeten Statthalters Friedrich, ist eine Anführerin des Widerstandes gegen die Franzosen.
Tatsächlich wurde der historische Guy de Montfort aber erst 1283 von den Aragoniern in einer Schlacht gefangen genommen und starb 1288 in der Haft. Auch sonst nahm es die Schreibwerkstatt von Scribe nicht sehr genau mit den historischen Fakten. Eine historisch belegte Helena war nicht die Schwester Friedrichs von Österreich-Baden (die Agnes hieß und Italien nie betreten hat), sondern die Witwe Manfreds von Sizilien, des vorletzten staufischen Herrschers in Sizilien. Sie wurde 1267 durch Karl von Anjou gefangen genommen und starb um 1271 in ihrem Gefängnis.

### Erster Akt
Großer Platz in Palermo
Nach dem Ende der Ouvertüre treffen trinkende französische Soldaten und Sizilianer aufeinander. Die Sizilianer beklagen die Schreckensherrschaft der Franzosen und wollen Rache. In diesem Moment betritt Herzogin Hélène, die Trauerkleidung trägt, in Begleitung ihrer Zofe die Bühne, beklagt den Mord an ihrem Bruder und sinnt auf Rache. Die französischen Soldaten, angeführt von Robert, zwingen Hélène, ein Lied zu singen. Sie singt ein Freiheitslied, mit dem sie die Sizilianer zum Widerstand anstachelt. Als die Sizilianer über die Soldaten herfallen wollen, betritt der Gouverneur Montfort die Bühne. Die Menge stiebt auseinander. Henri (Arrigo), ein sizilianischer Widerstandskämpfer, kommt hinzu und berichtet Hélène, dass er aus der französischen Haft entlassen wurde. Montfort versucht, ihn auf die Seite der französischen Besatzer zu ziehen und von Hélène fernzuhalten, aber Henri weigert sich. Am Schluss des Aktes eilt Henri in Hélènes Palast.

### Zweiter Akt

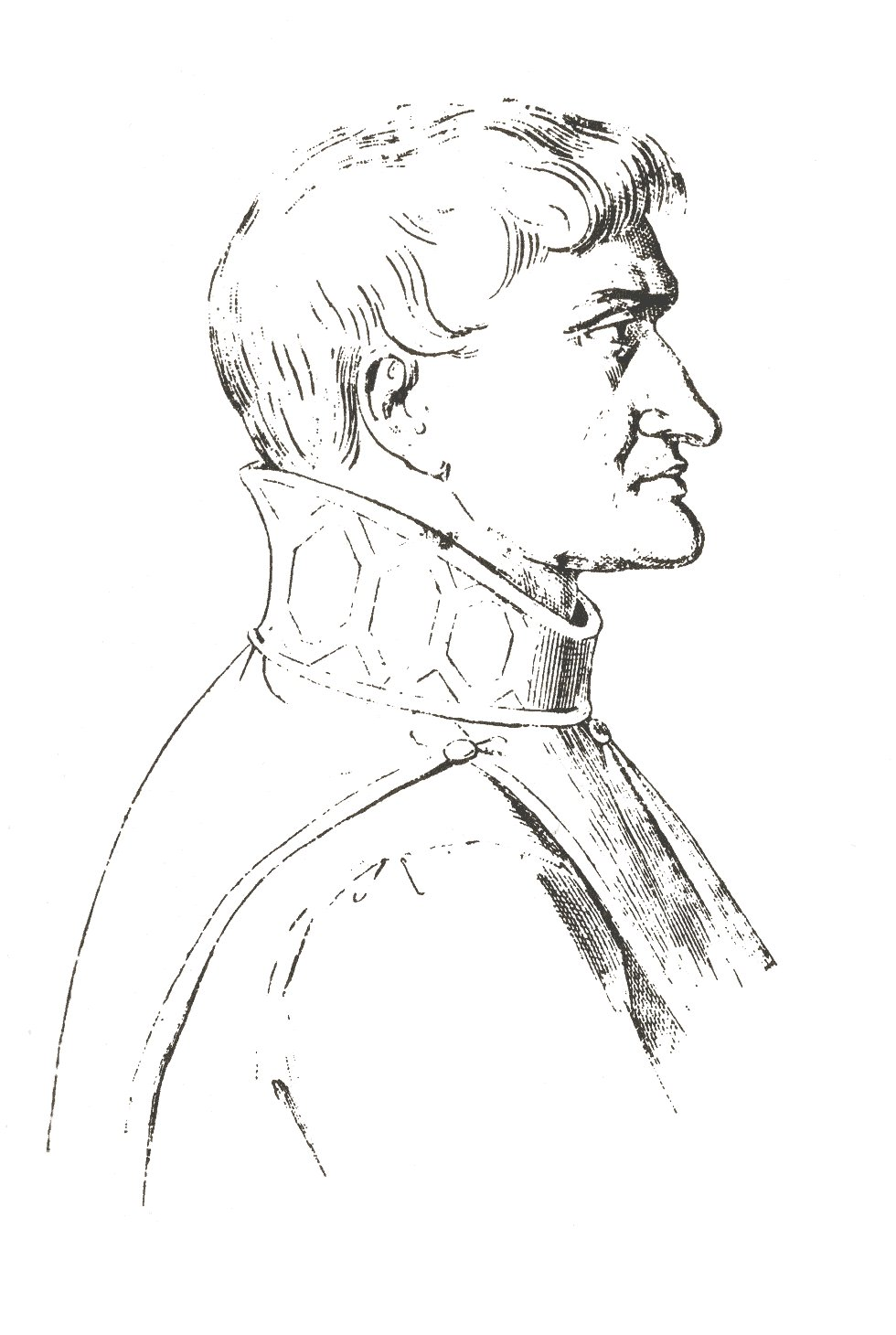
Giovanni da Procida, Zeichnung von Michele Parascandolo 1893

Ein Tal nahe Palermo, im Hintergrund das Meer
Procida, der eigentliche Spiritus rector des sizilianischen Aufstandes, ist zusammen mit anderen Sizilianern nach drei Jahren aus dem Exil zurückgekehrt, landet als erster mit einem Boot und begrüßt seine Heimat. Palerme! O mon pays! Pays tant regretté … (besser bekannt als: O patria, o cara patria; „O Vaterland, teures Vaterland“) mit der bekannten Kantilene Et toi, Palerme … (O tu, Palermo), die mit dem Aufruf schließt, contre vos oppresseurs, levez-vous („erhebt euch gegen eure Unterdrücker“). Mainfroid und andere Sizilianer aus seiner Begleitung umringen Procida. Procida versucht, Hélène und Henri, die hinzugekommen sind, für den geplanten Aufstand zu gewinnen. In diesem Fall würden Byzanz und Peter von Aragón den Sizilianern zu Hilfe kommen. Henri sichert ihm seine Gefolgschaft zu. Nachdem Procida die Bühne verlassen hat, beschwört Hélène den Sizilianer Henri, ihren Bruder zu rächen. Dann will sie ihm trotz des Standesunterschiedes angehören. Béthune aus Montforts Gefolge, begleitet von Soldaten, überbringt Henri eine Einladung zu einem Ball im Gouverneurspalast. Als sich Henri weigert, ziehen sie ihn mit Gewalt mit sich fort. Procida kommt zu spät, um es zu verhindern. In diesem Moment nähern sich junge Männer und Frauen in einem Hochzeitszug. Procida gelingt es agitatorisch, die französischen Soldaten anzustacheln, die Bräute zu rauben, was nach einem Tanz geschieht. Auch Hélènes Zofe wird entführt. Procida kann nur noch verhindern, dass auch Hélène entführt wird. Die empörten Sizilianer rotten sich zum Aufstand zusammen.

### Dritter Akt
Erstes Bild. Arbeitszimmer Guy de Montforts im Palast in Palermo
Montfort, der wegen seiner Grausamkeit von seiner Frau verlassen wurde, hat durch ihren letzten Brief erfahren, dass Henri sein Sohn ist. Montfort lässt Henri ehrenhaft abholen und vor sich treten und gibt sich als dessen Vater zu erkennen.
Zweites Bild. Festsaal im Palast
Der Raum ist für einen Maskenball vorbereitet. Henri, Hélène und Procida befinden sich maskiert unter den Gästen. Montfort, begleitet von Soldaten, nimmt einen erhöhten Platz ein. Das Fest beginnt mit dem Ballett Les quatres saisons („Die vier Jahreszeiten“) mit einem Vorspiel und der Abfolge Winter – Frühling – Sommer – Herbst. Nach einem applaudierenden Chor treffen Procida, Hélène und Henri zusammen. Als Montfort hinzukommt, erzählt ihm Henri, dass ein Attentat auf ihn geplant ist. Hélène will Montfort erdolchen, aber Henri wirft sich vor seinen Vater, um ihn zu schützen. Henri gilt in den Augen Hélènes und der Sizilianer als Verräter.

### Vierter Akt
Der Hof einer Festung
Henri, der von Montfort die Erlaubnis erhalten hat, die gefangenen Verschwörer zu sehen, beklagt den Verlust seiner Ehre. Als ihm Hélène vorgeführt wird, bezichtigt sie ihn erneut des Verrates. Henri erklärt ihr, dass Montfort sein Vater ist und dass er deshalb seine Ehre geopfert hat. Hélène versteht und verzeiht ihm. Procida, der Henri nicht bemerkt hat, übergibt Hélène einen Brief, aus dem hervorgeht, dass ein Schiff Peters von Aragón, beladen mit Gold und Waffen, unterwegs ist. In diesem Moment bemerkt er Henri, den er erneut als Verräter beschimpft. Als auch Montfort mit französischen Offizieren dazukommt, verlangt er die Hinrichtung der Verschwörer. Henri bittet ihn um eine Begnadigung. Procida, der von Hélène erfahren hat, dass Henri Montforts Sohn ist, glaubt, dass sein Vaterland verloren ist. Im Inneren der Festung singen bereits die Mönche zur Einleitung der Hinrichtung De profundis clamavi ad te, Domine! Domine! Exaudi orationem meam! Henri bittet Montfort auf den Knien um Gnade für die Verschwörer. Montfort erklärt sich unter der Bedingung bereit, dass ihn Henri einmal „Vater“ nennt. Henri weigert sich zunächst. Hélène und Procida sind bereit zu sterben. Angesichts des Henkers schreit Henri auf: Mon père („Mein Vater“). Daraufhin begnadigt Montfort die Verschwörer, spricht von Frieden und verspricht, Hélène und Henri am nächsten Tag in der Vesperstunde zu vermählen. Während die anwesenden Sizilianer und Franzosen auf Versöhnung hoffen, sinnt Procida weiterhin auf Rache und die Befreiung Siziliens.

### Fünfter Akt
Garten von Montforts Palast
Ein Chor junger Männer und Frauen singt von Frieden und dem Glück der Liebe. Hélène, die bereits ein Hochzeitskleid trägt, hofft auf eine endgültige Versöhnung der Sizilianer und Franzosen. In einem Duett gestehen sich Henri und Hélène noch einmal ihre Liebe. Nach Henris Abtritt nähert sich Procida. Er teilt Hélène mit, dass nach ihrem Jawort und dem Läuten der Hochzeitsglocken das Gemetzel beginnen wird. Hélène ist verzweifelt und sinnt auf einen Ausweg. Schließlich sagt sie Henri, dass sie ihn nicht heiraten kann, weil noch immer der Schatten ihres Bruders zwischen ihnen steht. Eine Hochzeit wird niemals stattfinden. Als Montfort hinzukommt, klagt ihm Henri, dass Hélène ihr Versprechen brechen will. Montfort, zur Versöhnung bereit, legt stattdessen Henris und Hélènes Hände ineinander und sagt, dass sie nicht gegen ihre Neigung entscheiden soll. Procida gibt das Zeichen für das Läuten der Glocken. Hélène sagt zum letzten Mal nein. Vergeblich. In diesem Moment beginnen die Glocken zu läuten. Die Sizilianer stürzen bewaffnet auf die Bühne und metzeln Montfort und die Franzosen nieder. Der Vorhang fällt unter den Klängen des agitato aus der Ouvertüre.

## Gestaltung
Die Oper ist der Form nach eine französische Grand opéra mit einer etwa neunminütigen Potpourri-Ouvertüre, fünf Akten und einer ersten Balletteinlage im zweiten Akt (Tarantella) sowie einer etwa 28-minütigen Balletteinlage während des Maskenfestes im dritten Akt, die auch gesondert als Les saisons („Die vier Jahreszeiten“) bekannt wurde. Die Choreographie der Uraufführung stammte von Marius Petipa.

### Instrumentierung
Die Orchesterbesetzung der Oper enthält die folgenden Instrumente:
- Holzbläser: Piccoloflöte, Flöte, zwei Oboen, zwei Klarinetten, zwei Fagotte
- Blechbläser: vier Hörner, zwei Trompeten, zwei Ventiltrompeten, drei Posaunen, Ophikleide
- Pauken, Schlagzeug: Große Trommel, Becken, Kleine Trommel
- Harfe
- Streicher
- Bühnenmusik: Schlagzeug (Trommel, Kastagnetten, Glocke in e), Harfe

### Musiknummern
- Ouvertüre

Erster Akt
- Nr. 1. Introduktion
  - Chor: Beau pays de France! (Thibault, Robert, De Béthune, Vaudemont, Soldaten, Sizilianer und Sizilianerinnen)
  - Rezitativ: Qu’elle est cette beauté (Vaudemont, De Béthune, Danieli, Hélène, Robert, Thibault, Ninetta)
  - Arie: Au sein des mers (Hélène)
  - Ensemble: Quels accents! quel langage! (Peuple, Thibault, Robert, Français, Hélène, Danieli, Ninetta, Soldats)
- Nr. 2. Terzett
  - Terzett: Quelle horreur m’environne! (Hélène, Ninetta, Monfort)
- Nr. 3. Duett
  - Rezitativ: Hélène! – O ciel!… Henri!… (Henri, Hélène, Ninetta, Montfort)
  - Duett: Quel est ton nom? (Montfort, Henri)
  - Ensemble: Punis mon audace! (Henri, Monfort)

Zweiter Akt
- Nr. 4. Zwischenspiel, Arie und Chor
  - Rezitativ: Palerme… ô mon pays! (Procida)
  - Arie: Et toi, Palerme (Procida)
  - Rezitativ: A tous nos conjurés (Procida)
  - Cavatine: Dans l’ombre et le silence (Procida, Chor)
- Nr. 5. Rezitativ, Szene und Duett
  - Rezitativ: Fidèles à ma voix! (Procida, Hélène, Henri)
  - Duett: Comment, dans ma reconnaissance (Hélène, Henri)
  - Cantabile: Près du tombeau peut-être (Hélène, Henri)
- Nr. 6. Rezitativ, Tarantelle und Szene, Chor
  - Rezitativ: A vous, et de la part de notre gouverneur! (De Béthune, Henri, Hélène, Procida)
  - Marsch, Tarantella: Voilà, par saint Denis! (Robert, Procida, Thibault)
  - Chor: Vivent les conquêtes! (Robert, Thibault, Soldaten, Sizilianer und Sizilianerinnen, Ninetta)
  - Chor: Interdits, accablés (Chor, Danieli, Hélène, Procida, Mainfroid)

Dritter Akt
- Nr. 7. Zwischenspiel und Arie
  - Rezitativ: Oui, je fus bien coupable (Montfort, De Béthune)
  - Arie: Au sein de la puissance (Montfort)
- Nr. 8. Duett
  - Rezitativ: Je n’en puis revenir! (Henri, Montfort)
  - Duett: Quand ma bonté toujours nouvelle (Montfort, Henri)
- Nr. 9. Marsch
- Nr. 10. Divertissement: Les Saisons
  - L’Hiver
  - Le Printemps
  - L’Eté
  - L’Automne
- Nr. 11. Finale
  - Ensemble: O fête brillante! (Procida, Henri, Hélène, Montfort, Danieli, Siciliens, Français)

Vierter Akt
- Nr. 12. Zwischenspiel, Rezitativ und Arie
  - Rezitativ: C’est Guy de Montfort! (Henri)
  - Cavatine: O jour de peine et de souffrance! (Henri)
- Nr. 13. Duett und Romanze
  - Rezitativ: De courroux et d’effroi (Hélène)
  - Duett: Écoute un instant ma prière! (Hélène, Henri)
  - Romanze: Ami!… le cœur d’Hélène (Hélène, Henri)
- Nr. 14. Rezitativ und Szene
  - Rezitativ: Par une main amie (Procida, Hélène, De Béthune, Montfort, Henri)
- Nr. 15. Quartett
  - Quartett: Adieu, mon pays, je succombe (Procida, Montfort, Hélène, Henri)
- Nr. 16. Finale
  - Finale: De profundis ad te clamavi (Chor, Hélène, Henri, Montfort, Procida)
  - Ensemble: O surprise! ô mystère! (Hélène, Henri, Montfort, Procida, Sizilianer, Franzosen)

Fünfter Akt
- Nr. 17. Zwischenspiel und Chor
  - Chor: Célébrons ensemble l’hymen glorieux (Chevaliers, Jeunes filles)
- Nr. 18. Sicilienne und Chor
  - Sicilienne: Merci, jeunes amies (Hélène)
- Nr. 19. Mélodie
  - Mélodie: La brise souffle au loin (Henri, Hélène)
- Nr. 20. Szene und Trio, Szene und Chor
  - Rezitativ: A ton dévouement généreux (Procida, Hélène)
  - Trio: Sort fatal (Hélène, Henri, Procida)
  - Szene: Ah! venez compatir à ma douleur mortelle! (Henri, Montfort, Procida)
  - Chor: Oui, vengeance! vengeance! (Chor, Henri, Montfort, Hélène, Procida)

## Werkgeschichte

### Entstehung
Nach dem großen Erfolg mit Rigoletto 1851, noch vor der Uraufführung des Troubadours, erhielt Verdi im Frühjahr 1852 den Auftrag, bis 1854/55 eine neue Oper für das Pariser Théâtre Impérial de L’Opéra auf ein Libretto von Scribe zu schreiben.
Nach Überarbeitung der zunächst auf Unverständnis gestoßenen Traviata reiste Verdi Ende 1853 nach Paris und widmete sich dort verstärkt seiner geplanten Oper Les vêpres siciliennes, um den Kontrakt zu erfüllen. Die Arbeit schritt nur mühsam voran, nicht zuletzt weil er ein fremdsprachiges Libretto vertonen sollte. Im Sommer des Jahres 1854 mietete er in der Nähe von Paris ein Landhaus, da im Herbst die Proben beginnen sollten.

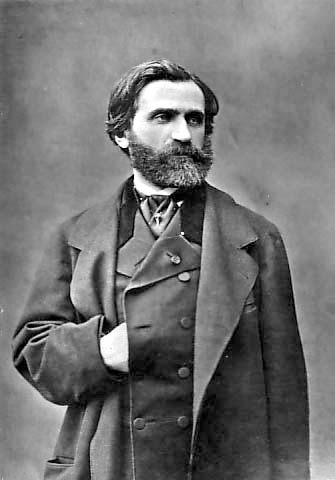
Verdi in den 1850er Jahren, unbekannter Fotograf

Im Gegensatz zu den italienischen Arbeitsbedingungen hatte Verdi in Paris kaum die Möglichkeit einer Mitsprache. So bemängelte er mehrfach erfolglos, dass die drei mittleren Akte nach demselben Schema aufgebaut waren (Arie – Duett – Finale) und das Libretto eine innere Spannung vermissen ließ. Insbesondere beanstandete Verdi den fünften Akt. In einem Brief an François-Louis Crosnier, den neuen Direktor der Opéra National de Paris, beklagte er sich 1855: „Es ist mehr als traurig und dabei für mich demütigend genug, daß sich Herr Scribe nicht die Mühe nimmt, diesen fünften Akt zu verbessern, den alle Welt einmütig uninteressant findet. […] Ich hoffte, Herr Scribe würde so gefällig sein, von Zeit zu Zeit bei Proben zu erscheinen, um einzelne minder glückliche Worte, schwierige oder nicht gut sangbare Verse zu ändern.“
Die Uraufführung verzögerte sich auch aus anderen Gründen. So war die Primadonna Sofia Cruvelli (eigentlich Sophie Crüwell aus Bielefeld), die die Hélène (Elena) singen sollte, plötzlich aus Paris verschwunden. Dies kostete Nestor Roqueplan, den amtierenden Direktor der Pariser Oper, die Stellung. Frau Cruvelli kam zwar anschließend zurück, aber Verdi überlegte trotzdem, den Kontrakt aufzulösen und nach Italien zurückzukehren, da er über den Hochmut und die „souveräne Gleichgültigkeit“ Scribes verärgert war. Verdi hatte längst Kompositionsaufträge aus Genua und Bologna, stellte sie aber zurück, um die Uraufführung der Sizilianischen Vesper voranzutreiben.

### Problematik des Librettos

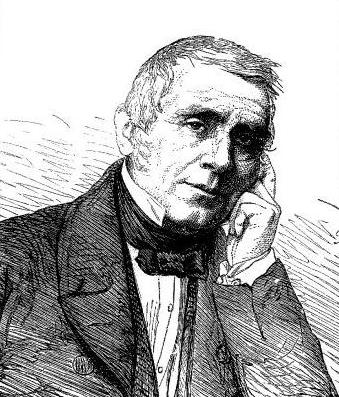
Eugène Scribe

Verdi erhielt das Libretto am Silvestertag 1853, einige Monate später als vereinbart. Während der Komposition beklagte er Scribes mangelnde Kooperation. Verdi wusste allerdings nicht, dass es Gründe für Scribes Zurückhaltung gab. Scribe hatte nicht nur die Ausarbeitung des Librettos seinem Mitarbeiter Charles Duveyrier überlassen, sondern er hatte auch ein altes Libretto von 1839 verwendet.
Angeblich erfuhr Verdi erst 1859 von einem Verwandten Gaetano Donizettis, dass große Teile des Librettos wortwörtlich aus Donizettis Oper Le duc d’Albe (italienisch Il duca d’Alba) stammten. Verdi, der Donizetti sehr geschätzt hatte, stellte dasselbe fest, als im Jahre 1882 Donizettis Oper in Italien postum uraufgeführt wurde. Die Schreibwerkstatt von Scribe hatte „seitenweise Dialoge von einem Text auf den anderen übertragen“, vielleicht, weil die Streitereien von Liebenden sowieso in allen Jahrhunderten gleich sind.
Forschungen von Andrew Porter, die auf unpublizierten Dokumenten der Pariser Oper beruhen, ergaben jedoch, dass Verdi Scribes Duc d’Albe kannte und unter der Voraussetzung akzeptierte, dass der Schauplatz der Handlung und der Titel geändert wurden. Ebenso bestand Verdi auf einem fünften Akt.

### Rezeption und Bearbeitungen
Trotz der Schwächen des Librettos und des Bruchs in der Handlung, indem sich Montfort zum Edelmut bekehrt und der Freiheitskämpfer Procida zum gewöhnlichen Verschwörer wird, war die Uraufführung in Paris ein Erfolg. Die Oper wurde danach insgesamt 62-mal aufgeführt.
Noch im selben Jahr, am 26. Dezember 1855, fand die italienische Erstaufführung im Teatro Regio von Parma statt.
Nicht zuletzt weil „Sizilianische Vesper“ (I vespri siciliani) ein Schlagwort der italienischen Einigungsbewegung geworden war (siehe die Anspielung in der 4. Strophe von Fratelli d’Italia), wurde unter dem Druck der Zensur in der Restaurationszeit nach der Zerschlagung der Einigungsbewegung im Jahre 1849 die Handlung der Oper nach Portugal verlegt und unter dem Titel Giovanna di Guzman aufgeführt. Auch an der Mailänder Scala, die das Werk nachspielte, wurde die Oper unter diesem Titel gebracht. Erst 1861, nach der Invasion Garibaldis, der Vertreibung der Bourbonen aus Neapel und Sizilien und der Ausrufung eines Teilkönigreichs Italien unter Viktor Emanuel II., durfte Verdis Oper unter dem Titel I vespri siciliani („Die sizilianische Vesper“) in der Übersetzung von Arnaldo Fusinato in Italien aufgeführt werden.
In der Folge wurden immer wieder Eingriffe und Bearbeitungen vorgenommen. In Paris, wo die Oper bis 1865 auf dem Spielplan stand, ersetzte Verdi selbst im Jahre 1863 anlässlich einer Umbesetzung der Tenor-Hauptpartie Henris Arie O jour de peine aus dem vierten Akt durch die Romanze Ô toi que j'ai chérie. In Italien stieß die Balletteinlage im dritten Akt, ein obligatorischer Bestandteil der Grand opéra, auf Unverständnis, und so erklärte sich Verdi bereits 1856 bereit, sie ganz zu streichen.
Während die Sizilianische Vesper in Italien häufig gespielt wird, blieb sie nach Meinung des Musikwissenschaftlers Kurt Honolka außerhalb Italiens ein „Fremdling“. Für die deutschsprachige Erstaufführung im März 1857 am Hoftheater Darmstadt übersetzte Karl Ferdinand Dräxler den Text, 1929 wurde Gian Bundis ungekürzte Übersetzung in Stuttgart aufgeführt, 1932 Julius Kapps stark bearbeitete Fassung an der Berliner Staatsoper Unter den Linden. Mit einschneidenden Kürzungen übersetzt hat das Werk 1969 auch Honolka, mit Günther Rennerts Beitrag.
Die Oper wurde bis in die jüngere Zeit meist in italienischer Sprache aufgeführt und wurde so meist auch auf Tonträgern eingespielt. Die rekonstruierte französische Originalfassung liegt bislang nur in einer Aufnahme aus dem Jahr 1969 vor. Die Videoaufnahmen auf DVD (Opéra de Paris 2003, De Nationale Opera Amsterdam 2010, Royal Opera House Covent Garden 2013) dagegen verwenden die Originalsprache Französisch.

## Diskographie (Auswahl)
Französische Originalfassung

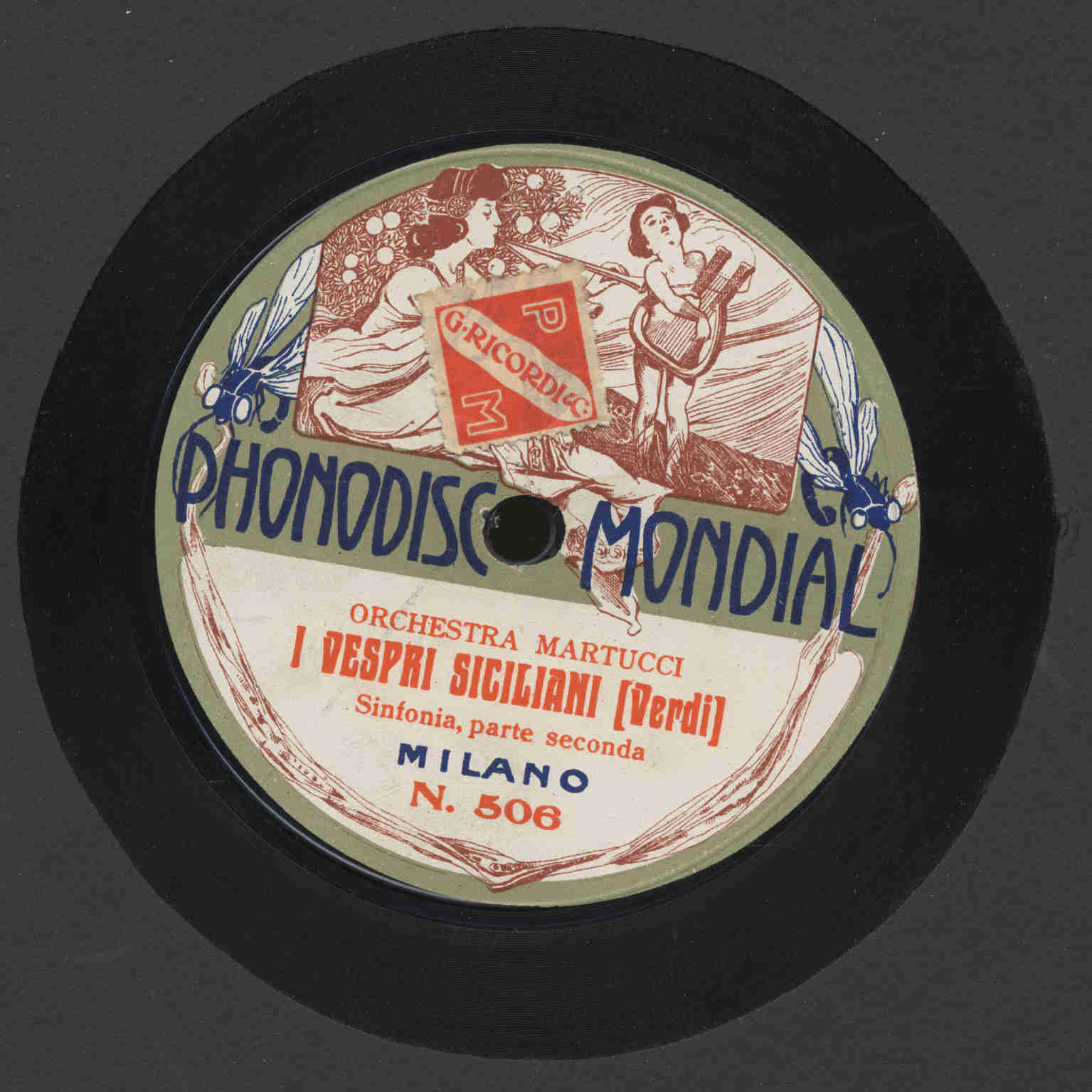
Bild einer 78/min einer Sinfonia aus Giuseppe Verdis I vespri siciliani, aufgenommen von Phonodisc Mondial

- 1969; Mario Rossi; Jacqueline Brumaire, Henry Peyrottes, Jean Bonhomme, Ayhan Baran; BBC Concert Orchestra und BBC Symphony Chorus; Opera Rara (Liveaufnahme vom 10. Mai 1969). Die Ballettmusic im 3. Akt wird von Ashley Lawrence dirigiert.[15]

Deutsche Fassung
- 1951; Kurt Schröder; Maud Cunitz, Helge Rosvaenge, Heinrich Schlusnus, Otto von Rohr; Chor und Sinfonieorchester des Hessischen Rundfunks (Rundfunkaufnahme vom 12. Februar 1951. 1960 als erste auf Schallplatten erhältliche Gesamtaufnahme des Werkes veröffentlicht: Deutsche Grammophon LP 19244/46[16]; als CD bei Mytho und Line)
- 1955; Mario Rossi; Hilde Zadek, Hans Hopf, Dietrich Fischer-Dieskau, Gottlob Frick, Martin Vantin; Orchester des Westdeutschen Rundfunks Köln; Line

Italienische Fassung
- 1951; Erich Kleiber; Maria Callas, Enzo Maschieri, Giorgio Kocolios-Bardi, Boris Christoff; Chor und Orchester des Maggio Musicale Florenz; Melodram / Testament (Liveaufnahme vom 26. Mai 1951)
- 1973; James Levine; Martina Arroyo, Plácido Domingo, Sherrill Milnes, Ruggero Raimondi; New Philharmonia Orchestra und John Alldis Choir; RCA
- 1990; Riccardo Muti; Cheryl Studer, Chris Merritt, Giorgio Zancanaro, Ferruccio Furlanetto; Chor und Orchester der Mailänder Scala; EMI (Liveaufnahmen vom Dezember 1989 und Januar 1990, auch als DVD)